# Arboreto Winkworth
El Arboreto Winkworth en inglés : Winkworth Arboretum es un Arboreto de 97 acres de extensión, perteneciente al National Trust, que se encuentra en Surrey, Inglaterra.

## Localización
Se encuentra ubicado entre las localidades de Godalming y Hascombe, Surrey, Inglaterra, Reino Unido.
Planos y vistas satelitales.51°9′40″N -0°34′48″O / 51.16111, -0.58000

## Historia
El magnífico paisaje de Winkworth comenzó a modelarse en 1937 fecha en la que el Dr.Wilfred Fox tuvo la oportunidad de adquirir una parcela de tierra en venta de la familia Fisher-Rowe dueños de la finca Thorncombe. 
La tierra no había salido de su estado natural mientras que había sido considerado impropio para el cultivo, pero el Dr. Fox, que vivía en una granja vecina, y que tenía una pasión para la naturaleza, especialmente por los árboles, vio el potencial de esta tierra en estado silvestre y la compró. 
Wilfred Fox nació en 1875, habiendo hecho la carrera de medicina y ya doctor trabajaba en hospitales de Londres.

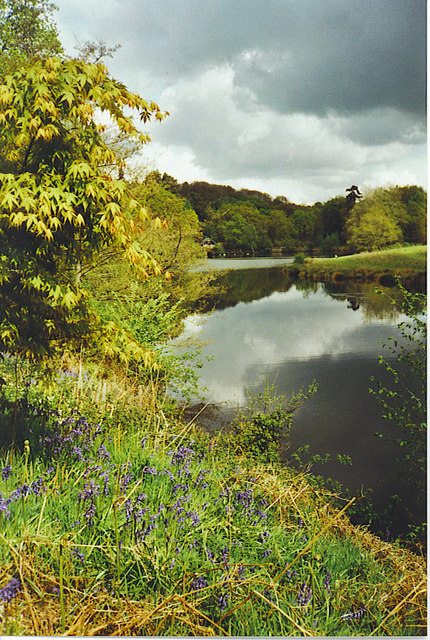
"Rowe's Flashe", en el Winkworth Arboretum.

El hecho de que haya actualmente en Inglaterra caminos con árboles atractivos es en gran parte debido a él, pues fundó la asociación « Roads Beautifying Association » (Asociación para el Embellecimiento de los Caminos) en 1928. 
En 1948 le concedieron el honor más alto de las « Royal Horticultural Societies » (Sociedades Hortícolas Reales) por su trabajo en este campo. Es también debido a la generosidad de su espíritu que podemos pasear por Winkworth. 
En 1952 el Dr.Fox donó 62 acres del arboreto a la National Trust, estos acres incluyeron el lago superior, y en 1957, unos pocos años antes de su muerte, 35 acres más en los que se incluía el lago inferior. Por el resto de su vida presidió la comisión administradora que fue fijada para supervisar el desarrollo futuro del arboreto. 

## Colecciones
El Arboreto Winkworth alberga una gran colección de más de 1000 especies de árboles y arbustos con especies raras de diferentes partes del mundo, siendo abundantes las azaleas, rhododendron, y acebos dispuestos en las laderas de un terreno ondulado que descienden hacia los lagos ornamentales.
Los árboles con Magnolias, Aceres, Quercus, Piceas, Abies, le confieren en cada época del año con un colorido cambiante, un encanto particular.

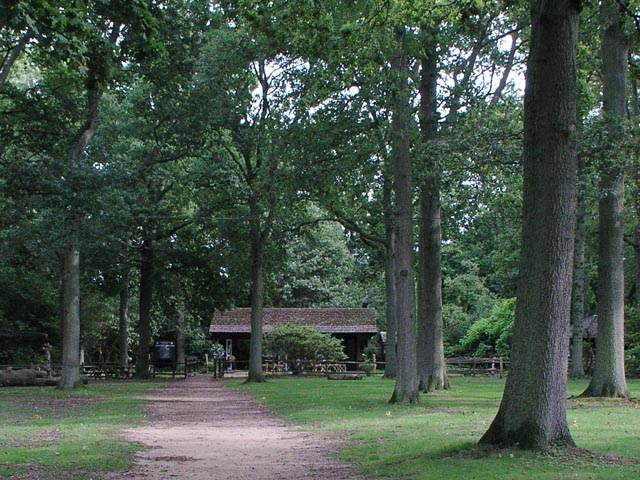
Salones de té en el Winkworth Arboretum.
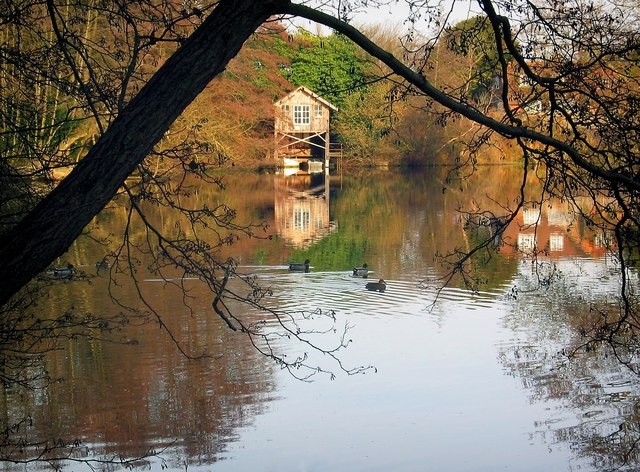
Cabaña de las barcas en el Winkworth Arboretum.
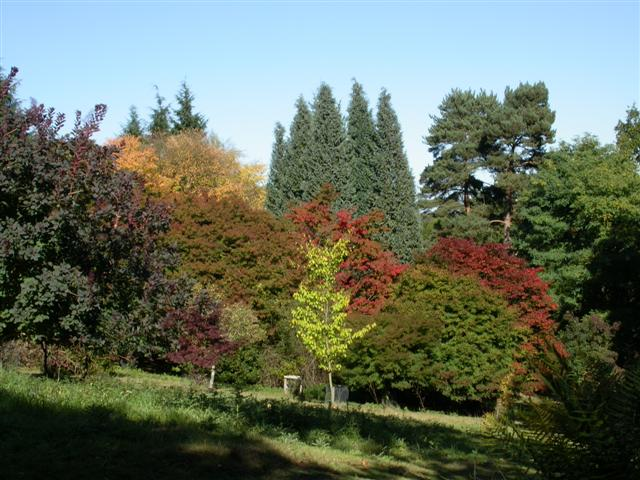
Winkworth Arboretum.
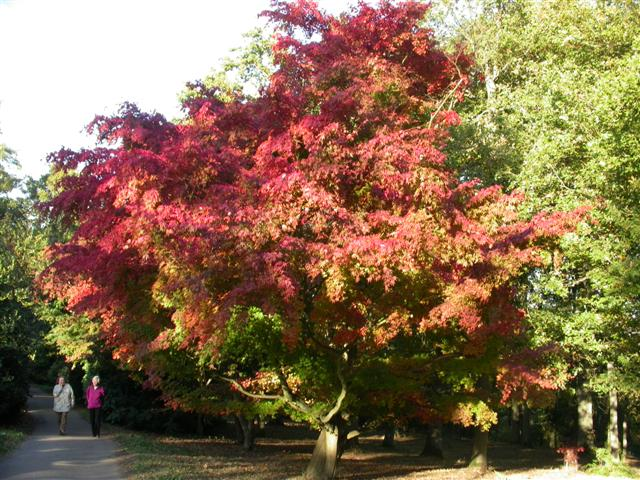
Winkworth Arboretum.